# لیکویو (نیواورلئان)
لیکویو (به انگلیسی: Lakeview) یک منطقهٔ مسکونی در ایالات متحده آمریکا است که در لوئیزیانا واقع شده‌است. لیکویو ۲٬۷۷۴ نفر جمعیت دارد و ۰٫۰ متر بالاتر از سطح دریا واقع شده‌است.